# Liste der Personendenkmäler in Zürich
Diese Seite gibt einen Überblick über freistehende Personendenkmäler in Zürich, also über Bauwerke, Skulpturen, Plastiken und dergleichen im Stadtgebiet von Zürich, die an bestimmte Personen erinnern. Hierzu werden auch herausragende Grabmäler und grössere Gedenksteine gezählt. Die Seite enthält keine Stolpersteine (siehe hierfür die Liste der Stolpersteine in Zürich).

## Liste
| Bild | Name                                 | Person                                                                                             | Einweihung / Platzierung | Künstler                                                          | Quartier             | Standort                                                    |
| ---- | ------------------------------------ | -------------------------------------------------------------------------------------------------- | ------------------------ | ----------------------------------------------------------------- | -------------------- | ----------------------------------------------------------- |
|      | Alfred-Escher-Brunnen                | Alfred Escher (1819–1882), Unternehmer und Politiker                                               | 1889                     | Richard Kissling                                                  | Kreis 1, City        | Bahnhofplatz                                                |
|      | Pestalozzi-Denkmal                   | Johann Heinrich Pestalozzi (1746–1827), Pädagoge                                                   | 1899                     | Hugo Siegwart                                                     | Kreis 1, City        | Bahnhofstrasse                                              |
|      | Salomon-Gessner-Denkmal              | Salomon Gessner (1730–1788), Dichter                                                               | 1793                     | Michel-Vincent Brandoin, Alexander Trippel, Joseph Maria Christen | Kreis 1, City        | Platzspitz                                                  |
|      | Hadlaub-Denkmal                      | Johannes Hadlaub (um 1300), Minnesänger                                                            | 1885 (1990 zerstört)     | Victor von Meyenburg                                              | Kreis 1, City        | Platzspitz                                                  |
|      | Wilhelm-Baumgartner-Denkmal          | Wilhelm Baumgartner (1820–1867), Komponist und Dirigent                                            | 1891                     | Jakob August Heer                                                 | Kreis 1, City        | Platzspitz                                                  |
|      | Conrad-Gessner-Denkmal               | Conrad Gessner (1516–1565), Arzt, Humanist, Botaniker                                              | 1853                     | Georg Hörbst                                                      | Kreis 1, City        | Alter Botanischer Garten                                    |
|      | Candolle-Denkmal                     | Augustin Pyrame de Candolle (1778–1841), Botaniker                                                 | 1853/55                  | Georg Hörbst                                                      | Kreis 1, City        | Alter Botanischer Garten                                    |
|      | Heinrich-Zollinger-Denkmal           | Heinrich Zollinger (1818–1859), Botaniker                                                          | 1862                     | Ludwig Keiser                                                     | Kreis 1, City        | Alter Botanischer Garten                                    |
|      | Hegetschweiler-Gedenkstein           | Johannes Jacob Hegetschweiler (1789–1839), Botaniker und Politiker                                 | 1882                     |                                                                   | Kreis 1, City        | Alter Botanischer Garten                                    |
|      | Oswald-Heer-Denkmal                  | Oswald Heer (1809–1883), Botaniker                                                                 | 1887                     | Baptist Hörbst                                                    | Kreis 1, City        | Alter Botanischer Garten                                    |
|      | Stüssibrunnen                        | Rudolf Stüssi († 1443), Bürgermeister (Zuschreibung unklar)                                        | 1575 (1919)              | (Hans Gisler)                                                     | Kreis 1, Rathaus     | Stüssihofstatt                                              |
|      | Zwingli-Denkmal                      | Huldrych Zwingli (1484–1531), Reformator                                                           | 1885                     | Heinrich Natter                                                   | Kreis 1, Rathaus     | Wasserkirche                                                |
|      | Rosenhofbrunnen                      | «kein großer ZÜRCHER denker und STAATSMANN oder REBELL weitsichtiger PLANER der freiheit»          | 1967                     | Peter Meister, Max Frisch                                         | Kreis 1, Rathaus     | Rosenhof                                                    |
|      | Hans-Waldmann-Denkmal                | Hans Waldmann (1435–1489), Heerführer und Bürgermeister                                            | 1937                     | Hermann Haller                                                    | Kreis 1, Lindenhof   | Fraumünster                                                 |
|      | Erinnerungsort Katharina von Zimmern | Katharina von Zimmern (1478–1547), Äbtissin                                                        | 2004                     | Anna-Maria Bauer                                                  | Kreis 1, Lindenhof   | Fraumünster                                                 |
|      | Geiserbrunnen                        | Arnold Geiser (1844–1909), Architekt und Stadtbaumeister                                           | 1911                     | Jakob Brüllmann                                                   | Kreis 1, Lindenhof   | Bürkliplatz                                                 |
|      | Telldenkmal                          | Wilhelm Tell, Schweizer Nationalheld                                                               | 1780 (1800 zerstört)     | Friedrich Schäfer                                                 | Kreis 1, Lindenhof   | Lindenhof                                                   |
|      | Figur auf dem Lindenhofbrunnen       | Hedwig ab Burghalden (13. Jh.), sagenhafte Verteidigerin Zürichs                                   | 1910                     | Gustav Siber                                                      | Kreis 1, Lindenhof   | Lindenhof                                                   |
|      | Ignaz-Heim-Denkmal                   | Ignaz Heim (1818–1880), Komponist und Dirigent                                                     | 1883                     | Baptist Hörbst                                                    | Kreis 1, Hochschulen | Heimplatz                                                   |
|      | Nägelidenkmal                        | Hans Georg Nägeli (1733–1836), Komponist und Verleger                                              | 1848                     | Johann Jakob Oechslin                                             | Kreis 1, Hochschulen | Hohe Promenade                                              |
|      | Gottfried-Semper-Denkmal             | Gottfried Semper (1803–1879), Architekt                                                            | unbekannt                | Emanuel Semper                                                    | Kreis 1, Hochschulen | Hauptgebäude der ETH Zürich                                 |
|      | Arnold-Bürkli-Gedenkstein            | Arnold Bürkli (1833–1894), Bauingenieur und Politiker                                              | 1899                     | Baptist Hörbst                                                    | Kreis 2, Enge        | Rentenwiese                                                 |
|      | Gottfried-Keller-Denkmal             | Gottfried Keller (1819–1890), Schriftsteller                                                       | 1964                     | Otto Charles Bänninger                                            | Kreis 2, Enge        | Mythenquai 61                                               |
|      | Richard-Wagner-Büste                 | Richard Wagner (1813–1883), Komponist                                                              | 1885                     | Fritz Schaper                                                     | Kreis 2, Enge        | Rieterpark                                                  |
|      | Richard-Wagner-Stele                 | Richard Wagner (1813–1883), Komponist                                                              | 1954                     | Franz Fischer                                                     | Kreis 2, Enge        | Rieterpark                                                  |
|      | Othmar-Schoeck-Brunnen               | Othmar Schoeck (1886–1957), Komponist                                                              | 1969                     | Peter Meister                                                     | Kreis 2, Wollishofen | Mutschellenstrasse 137                                      |
|      | Manessebrunnen                       | Rüdiger Manesse der Ältere (um 1300), Sammler von Minneliedern                                     | 19. Jh.                  |                                                                   | Kreis 2, Leimbach    | Burg Manegg                                                 |
|      | Gottfried-Keller-Gedenkstein         | Gottfried Keller (1819–1890), Schriftsteller                                                       | 1921                     | Robert Rittmeyer, Hans Rigendinger                                | Kreis 2, Leimbach    | Burg Manegg                                                 |
|      | Meissenstein                         | Hans Konrad von Meiss (1752–1820), Politiker                                                       | 1820er Jahre             |                                                                   | Kreis 2, Leimbach    | Höckler                                                     |
|      | Ida-Fleischer-Gedenkstein            | Ida Fleischer (1868–1933), Germanistin                                                             | 1935                     |                                                                   | Kreis 2, Leimbach    | Höckler                                                     |
|      | Grabdenkmal für Henry Dunant         | Henry Dunant (1828–1910), Geschäftsmann, Gründer des Roten Kreuzes                                 | 1930                     | Hans Gisler                                                       | Kreis 3, Sihlfeld    | Friedhof Sihlfeld                                           |
|      | Grabdenkmal für Gottfried Keller     | Gottfried Keller (1819–1890), Schriftsteller                                                       | 1900                     | Richard Kissling, Friedrich Bluntschli                            | Kreis 3, Sihlfeld    | Friedhof Sihlfeld                                           |
|      | Meinrad-Lienert-Brunnen              | Meinrad Lienert (1865–1933), Schriftsteller                                                        | 1931                     | Otto Münch                                                        | Kreis 3, Sihlfeld    | Ecke Seebahn- und Meinrad-Lienert-Strasse                   |
|      | Denkmal für Hans Künzi               | Hans Künzi (1924–2004), Politiker, «Vater der S-Bahn»                                              | 2017                     | Carsten Höller                                                    | Kreis 4, Langstrasse | Hauptbahnhof / Europaallee                                  |
|      | Grabmal Georg Büchner                | Georg Büchner (1813–1837), Schriftsteller                                                          | 1875                     | Louis Wethli                                                      | Kreis 6, Oberstrass  | Germaniahügel (Theater Rigiblick)                           |
|      | Elias-Landolt-Denkmal                | Elias Landolt (1821–1896), Professor für Forstwissenschaft und Oberforstmeister des Kantons        | 1899                     | Raimondo Pereda                                                   | Kreis 6, Oberstrass  | Ecke Schmelzbergstrasse / Rämistrasse (Gebäude LFW der ETH) |
|      | Bambibrunnen                         | Felix Salten (1869–1945), Autor des Romans Bambi                                                   | 1931 (Widmung seit 1950) | Arnold Huggler                                                    | Kreis 6, Oberstrass  | Ecke Langmauerstrasse / Winterthurerstrasse                 |
|      | Orellibrunnen                        | Susanna Orelli-Rinderknecht (1845–1939), Gründerin des Zürcher Frauenvereins                       | 1949                     | Emil Schäfer                                                      | Kreis 7, Fluntern    | Kreuzung Orelliweg / Hanslinweg                             |
|      | Grabdenkmal für James Joyce          | James Joyce (1882–1941), Schriftsteller                                                            | 1966                     | Milton Hebald                                                     | Kreis 7, Fluntern    | Friedhof Fluntern                                           |
|      | Schweizerpsalm-Denkmal               | Alberich Zwyssig (1808–1854), Leonhard Widmer (1808–1868), Komponist und Dichter der Nationalhymne | 1910                     | Franz Wanger                                                      | Kreis 8, Seefeld     | Zürichhorn                                                  |
|      | Salvador Allende                     | Salvador Allende (1908–1973), chilenischer Präsident                                               | 1973                     | Paul Sieber                                                       | Kreis 8, Seefeld     | Riesbachstrasse 35                                          |
|      | Chad Silver                          | Chad Silver (1969–1998), Eishockeyspieler                                                          | 2005                     | Kurt Laurenz Metzler                                              | Kreis 9, Altstetten  | Swiss Life Arena                                            |
|      | Fliegerstein                         | Paul Treu (1913–1944), Militärpilot                                                                | 1946                     |                                                                   | Kreis 11, Affoltern  | Hürstwald                                                   |